# Daniel Lupi
Daniel Lupi (...) è un produttore cinematografico britannico, noto per aver prodotto tutti i film del regista Paul Thomas Anderson da Ubriaco d'amore (2002) a Il filo nascosto (2017).
È stato candidato all'Oscar al miglior film per Il petroliere (2007), Il filo nascosto e Killers of the Flower Moon (2023).

## Biografia
Sposato con la produttrice britannica JoAnne Sellar, vi ha prodotto assieme tutti i film di Paul Thomas Anderson da Ubriaco d'amore (2002) a Il filo nascosto (2017). Conosciutisi sul lavoro, lui e Sellar hanno tre figli, di cui la prima nata nel 1998-99. Per quanto i coniugi abbiano condiviso il titolo di produttore nei film di Anderson, le mansioni di Lupi erano più affini a quelle di un organizzatore generale o direttore di produzione, occupandosi prettamente della buona riuscita e gli aspetti finanziari della lavorazione che non della post produzione, promozione o raccolta dei finanziamenti. Ciò gli ha permesso di lavorare nel frattempo a film di altri registi come line producer o produttore esecutivo, ad esempio Steven Spielberg. È stato Lupi a introdurre Anderson a Sellar, avendolo conosciuto sul set del suo esordio, Sydney, di cui Lupi era co-produttore e direttore di produzione, permettendo in tal modo ad Anderson di realizzare Boogie Nights - L'altra Hollywood, il film che ne avrebbe lanciato la carriera. Questo sodalizio ha fruttato a Lupi due candidature all'Oscar al miglior film, rispettivamente per Il petroliere (2007) e Il filo nascosto. Ha poi prodotto Killers of the Flower Moon (2023) di Martin Scorsese, per il quale ha ricevuto una terza candidatura all'Oscar.

## Filmografia

### Produttore
- Impostor, regia di Gary Fleder (2001)
- Ubriaco d'amore (Punch-Drunk Love), regia di Paul Thomas Anderson (2002)
- Il petroliere (There Will Be Blood), regia di Paul Thomas Anderson (2007)
- The Master, regia di Paul Thomas Anderson (2012)
- Vizio di forma (Inherent Vice), regia di Paul Thomas Anderson (2014)
- Il filo nascosto (Phantom Thread), regia di Paul Thomas Anderson (2017)
- Killers of the Flower Moon, regia di Martin Scorsese (2023)

### Produttore esecutivo
- 50 volte il primo bacio (First Dates), regia di Peter Segal (2004)
- Derby in famiglia (Kicking & Screaming), regia di Jesse Dylan (2005)
- Get Rich or Die Tryin', regia di Jim Sheridan (2005)
- Leoni per agnelli (Lions for Lambs), regia di Robert Redford (2007)
- Land of the Lost, regia di Brad Silberling (2009)
- Vi presento i nostri (Little Fockers), regia di Paul Weitz (2010)
- Lincoln, regia di Steven Spielberg (2012)
- Lei (Her), regia di Spike Jonze (2013)
- Il ponte delle spie (Bridge of Spies), regia di Steven Spielberg (2015)
- Ready Player One, regia di Steven Spielberg (2018)
- Noi (Us), regia di Jordan Peele (2019)
- Licorice Pizza, regia di Paul Thomas Anderson (2021)
- West Side Story, regia di Steven Spielberg (2021)
- F1, regia di Joseph Kosinski (2025)

### Co-produttore
- Sydney (Hard Eight), regia di Paul Thomas Anderson (1996)
- Boogie Nights - L'altra Hollywood (Boogie Nights), regia di Paul Thomas Anderson (1997)
- Scream 2, regia di Wes Craven (1997)
- Magnolia, regia di Paul Thomas Anderson (1999)
- S1m0ne, regia di Andrew Niccol (2002)
- Prova a prendermi (Catch Me If You Can), regia di Steven Spielberg (2002) - co-produttore esecutivo
- Dark Blood, regia di George Sluizer (2012)

## Riconoscimenti
- Premio Oscar
  - 2008 – Candidatura al miglior film per Il petroliere
  - 2018 – Candidatura al miglior film per Il filo nascosto
  - 2024 – Candidatura al miglior film per Killers of the Flower Moon
- Premio BAFTA
  - 2008 – Candidatura al miglior film per Il petroliere
  - 2024 – Candidatura al miglior film per Killers of the Flower Moon
- Producers Guild of America Awards
  - 2008 – Candidatura al miglior produttore cinematografico per Il petroliere
  - 2024 – Candidatura al miglior produttore cinematografico per Killers of the Flower Moon
- Gotham Independent Film Award
  - 2012 – Candidatura al miglior film per The Master